# Villares del Saz
Villares del Saz è un comune spagnolo di 654 abitanti situato nella comunità autonoma di Castiglia-La Mancia. È situato a 51 km del capoluogo de la provincia di Cuenca.

## Monumenti interessanti
- L'eremo di Jesús Nazareno. Chi consta di una nave che è separata in tre tratti.
- La Chiesa de Santa Eulalia. Con un confessionale del secolo SXVIIi.

## Web
- Più informazione  La página de Villares del Saz. Index, su es.geocities.com (archiviato dall'url originale l'11 agosto 2006).